# Szlachetny dzikus
Szlachetny dzikus (ang. Noble Savage, fr. bon sauvage) – pojęcie odnoszące się do wyidealizowanego obrazu „człowieka pierwotnego”, który charakteryzowany jest jako istota czysta i nieskażona cywilizacją. Koncepcja ta związana jest z pewną ideą natury ludzkiej i poglądem na wartość cywilizacji.
Obraz wyidealizowanego dzikusa, innego, czy też odmieńca był częstym motywem pojawiającym się w literaturze, malarstwie czy sztukach teatralnych. Sposób w jaki „dzikus” przedstawiany był na przestrzeni wieków ewoluował, uzależniony był od stanu wiedzy, który posiadali Europejczycy na temat rdzennej ludności zamieszkującej nowo odkrywane obszary świata.
Określenie po raz pierwszy pojawiło się w XVII w., w heroicznej sztuce Johna Drydena: The Conquest of Granada. Później pojęcie identyfikowano z postacią „dzikiego dżentelmena”, który był wyrazem osiemnastowiecznego sentymentalizmu.

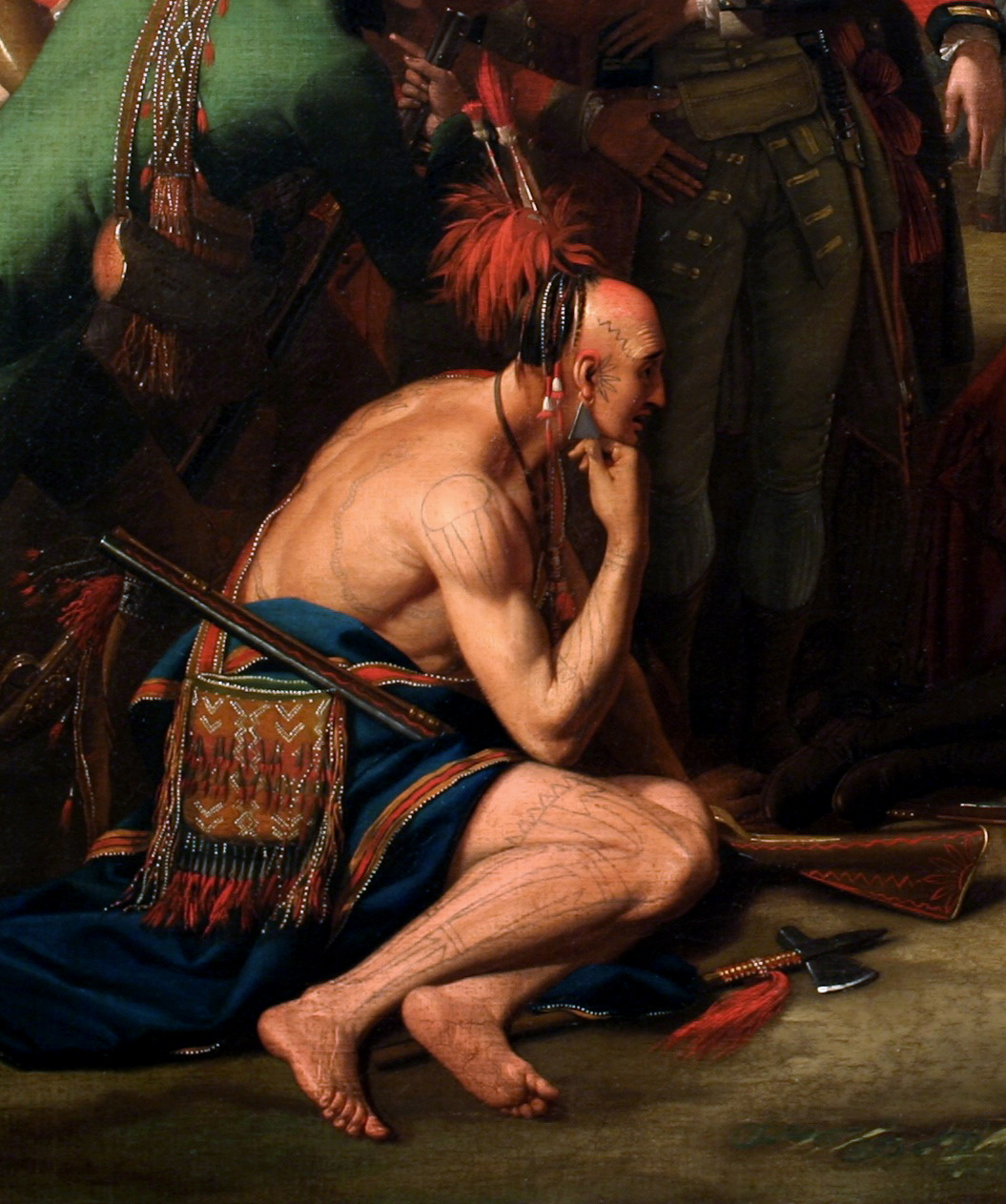
Fragment obrazu Benjamina Westa – "The Death of General Wolfe". Na obrazie można zauważyć postać Indianina przyglądającego się śmierci, generała, Jamesa Wolfe’a na polu bitwy pod Quebec (13. Września 1759 r.)

Po 1851 roku określenie „szlachetny dzikus” stało się popularnym oksymoronem. Ten zabieg retoryczny został wykorzystany przez angielskiego powieściopisarza Karola Dickensa, który użył go jako sarkastyczny tytuł dla swojego satyrycznego eseju.
Ideę mówiącą, iż stan natury jest z gruntu dobry, przypisuje się Lordowi Shaftesbury. Jako reprezentant Brytyjskiej Partii Wigów, popierał on monarchię konstytucyjną (taką jaka zapanowała w Anglii po chwalebnej rewolucji z 1688 r.). W swoich Inquiry Concerning Virtue, Shaftesbury postulował, że zmysł moralny jest dla ludzkiej istoty czymś naturalnym i wrodzonym, a opiera się raczej na uczuciach niż na wpływie poszczególnych religii.
Poglądy Shaftesbury’ego, tak jak wielu innych mu współczesnych, były reakcją na myśl Hobbesa i jego uzasadnienie królewskiego absolutyzmu w Lewiatanie, w rozdziale XIII. Tam właśnie, Hobbes, wnosi swoje słynne stwierdzenie, że stan natury jest „wojną wszystkich przeciw wszystkim”, w której ludzkie życia są „samotne, biedne, bez słońca, zwierzęce i krótkie”. Pojęcie stanu natury, samo w sobie, wywodzi się z republikańskich pism Cycerona i Lukrecjusza. Obydwaj cieszyli się dużą popularnością w XVIII w. po tym jak zostali na nowo odrodzeni wśród optymistycznej atmosfery humanizmu renesansowego.

## Początki ideiszlachetnego dzikusa
W drugiej połowie XVI w. oraz w wieku XVII postać tubylca albo „dzikusa”, a później coraz częściej „dobrego dzikusa” była stawiana jako punkt odniesienia, wobec zepsutej europejskiej cywilizacji. Europa była wtedy pogrążona w wojnie z hugenotami oraz wojnie trzydziestoletniej. Podczas nocy św. Bartłomieja (1572), ok. 20 tys. mężczyzn, kobiet i dzieci zostało wymordowanych przez katolików. Mordy miały miejsce nie tylko w Paryżu, lecz rozprzestrzeniły się także na całą Francję. Wydarzenie to wstrząsnęło europejską opinią społeczną po obu stronach religijnego podziału.

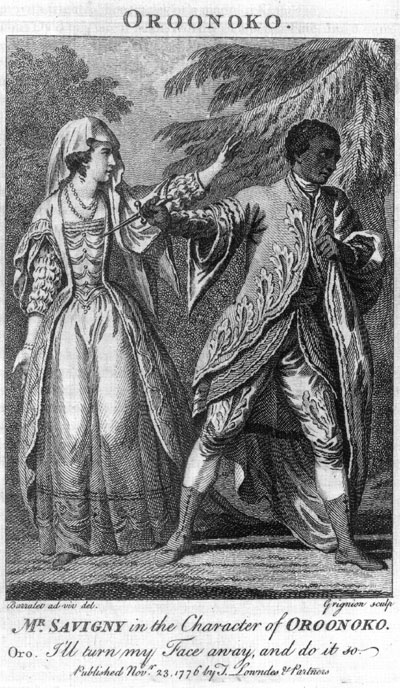
Oroonoko zabija Imoindę Thomas Southerne – Oroonoko.

W swoim eseju "O ludożercach" (1587), Michel de Montaigne, sam będący katolikiem, opowiadał o żyjącym na terenach Brazylii plemieniu Tupinamba, które rytualnie zjada ciała swoich wrogów. Jednakże Montaigne przypomina swoim czytelnikom, że Europejczycy zachowują się w sposób o wiele bardziej barbarzyński, paląc żywych za odmienne zdanie w kwestii religii. Montaigne implikuje: „Jeden nazwie barbarzyństwem wszystko to, do czego nie jest przyzwyczajony”. W eseju „O ludożercach” Montaigne w celach satyrycznych odwołuje się do kulturowego (ale nie moralnego) relatywizmu. Jego ludożercy nie są ani szlachetni ani szczególnie dobrzy. Są jedynie nie gorsi od szesnastowiecznych Europejczyków. W jego poglądach, charakterystycznych dla humanizmu, choć ludzie różnią się zwyczajami, to ich natura (a szczególnie skłonność do okrucieństwa) jest taka sama.
Również okrutny sposób w jaki hiszpańscy konkwistadorzy traktowali ludność tubylczą budził sprzeciw niektórych jednostek. Hiszpański ksiądz Bartolomé de Las Casas, który był świadkiem wyżej wspomnianych wydarzeń, był jednym z pierwszym, który idealizował prostolinijność życia amerykańskich tubylców, wychwalał ich naturalne zachowania i wskazywał na niezdolność do kłamstwa.
Kolonialne podboje słabszych i technologicznie zacofanych ludów stanowiły inspirację dla wielu twórców. W romansie Oroonoko, or the Royal Slave (1688) Aphra Behn opowiada historię buntu niewolników w Surinamie w Indiach Zachodnich. Powieść nie miała być protestem przeciwko niewolnictwu, lecz została napisana przede wszystkim w celach zarobkowych. Przywódca buntu, Oroonoko, jest afrykańskim księciem, którego lament nad utraconą ojczyzną wyrażony jest w klasycznych zwrotach odwołujących się do motywu złotego wieku. Nie jest on przedstawiony jak "dzikus", lecz jego ubiór i zachowanie odpowiada europejskiej arystokracji. Historia napisana przez Behn została zaadaptowana na scenę przez irlandzkiego dramaturga Thomasa Southerne'a, który podkreślił jej elementy sentymentalne. Historia była bardzo popularna przez cały wiek XVIII i z czasem zaczęła być postrzegana jako podnosząca kwestie niewolnictwa i kolonializmu.

## Etymologia szlachetnego dzikusa
W języku angielskim, wyrażenie szlachetny dzikus po raz pierwszy pojawiło się w heroicznej sztuce poety Johna Drydena – Podbój Grenady (1672) (The Conquest of Granada).
Jestem tak wolny jak pierwszy człowiek zrodzony z natury

Zrodzony przed początkiem niewoli nędznych praw

Wtedy gdy wolny w lesie szlachetny dzikus biegł.
Bohater, który przemawia tymi słowami w sztuce Drydena to hiszpański muzułmanin, który na końcu sztuki zgodnie z wymogami dramatu heroicznego, okazuje się być synem chrześcijańskiego księcia (odtąd we wszystkich sztukach heroicznych występował szlachetny i wzorcowy bohater).
Etnomuzykolog, Ter Ellingson, twierdzi, że Dryden przejął wyrażenie „szlachetny dzikus” z opowiadania francuskiego badacza, Marca Lescarbota, z podróży do Kanady z roku 1609. Książka zawierała rozdział opatrzony ironicznym nagłówkiem: „Dzicy są istotnie szlachetni”, oznaczał on, iż mają oni prawo do polowań, co we Francji było przywilejem przyznawanym wyłącznie szlachcie dziedziczonej.
Znajdujący się w sztuce Drydena zwrot „Szlachetny Dzikus” jest oksymoronem. Jednak w czasach Drydena asocjacje związane z tym słowem były nieco odmienne. Dziki nie oznaczał okrucieństwa a nawiązywał raczej do czegoś naturalnego, związanego z przyrodą np. dziki kwiat.
We Francji archetypem szlachetnego dzikusa był po prostu "le bon sauvage", „dobry, dziki człowiek”. Termin ten nie ma już tego kontrowersyjnego wydźwięku. Ta postać – wyidealizowany obraz  „dżentelmena z dziczy”, była wyrazem osiemnastowiecznego sentymentalizmu, tak samo jak inni bohaterowie tego okresu: cnotliwa dojarka, sługa sprytniejszy od swojego pana (np.: Sancho Pansa  albo Figaro) i powracający temat cnotliwości ludzi niskiego urodzenia.„Dżentelmen z dziczy”, nie ważne czy pochodzenia europejskiego czy też bardziej egzotycznego, zajmuje swoje miejsce w zestawieniu bohaterów razem z egipskimi, perskimi i chińskimi mędrcami.
Postać ta istniała od zawsze, już od czasów eposu o Gilgameszu, gdzie pojawia się jako Enkidu, dziki, ale dobry człowiek, który żyje wśród zwierząt. Innym przykładem jest prosty, ale szlachetny średniowieczny rycerz Parsifal. Biblijny pasterz Dawid również doskonale pasuje do tej kategorii. Skojarzenie cnoty z równoczesnym wycofaniem ze społeczeństwa a w szczególności z miasta, było znanym motywem w literaturze religijnej.
Hayy ibn Yaqdhan islamska powiastka filozoficzna, napisana przez Ibn Tufaila z dwunastowiecznej Andaluzji, przedstawia podział między tym co religijne a tym co świeckie. Głównym bohaterem opowiadania jest Hayy, dzikie dziecko, wychowywane przez gazelę, na pustynnej wyspie na Oceanie Indyjskim. Wychowanie przebiegało z całkowitą izolacją od ludzi. Hayy przechodzi przez wszystkie stopnie wiedzy jedynie poprzez użycie swoich zmysłów i dopiero później wchodzi w ludzką społeczność, gdzie staje się wyznawcą Teologii naturalnej.
Klasycznym dziełem literackim, które w pełni oddaje obraz osiemnastowiecznego, amerykańskiego Indianina, jest poemat Aleksandra Pope’a – Wiersz o człowieku (Essay on Man (ang.)). Według Pope’a, Indianin jest bardzo złożoną postacią, „biedny” – ponieważ jest niewyedukowany i jest poganinem, ale równocześnie jest on szczęśliwy a to dlatego, że żyje tak blisko Natury. Ten punkt widzenia odbija się w typowym dla siedemnastego wieku przekonaniu, że ludzie są i pozostaną wszędzie tacy sami oraz w deistycznej koncepcji religii naturalnej (chociaż Pope, tak samo jak Dryden był katolikiem).

## Cechy prymitywizmu romantycznego
Cechy które zostały przypisane romantycznemu prymitywizmowi to m.in.:
- życie w harmonii z naturą,
- hojność i bezinteresowność,
- niewinność,
- niemożność kłamstwa i wierność,
- zdrowie fizyczne,
- wyparcie się dóbr doczesnych,
- odwaga moralna,
- „naturalna” inteligencja albo wrodzona, niewyuczona mądrość.

W pierwszym wieku naszej ery zostały te wszystkie cechy przypisane Germanom. Lud ten został opisany przez Tacyta w jego dziele Germania. Północni Germanie zostali przedstawieni jako kontrast do słabych, zromanizowanych i przekupnych Galów. Tacyt dokonuje niebezpośredniej krytyki kultury romańskiej. Swój sceptycyzm kieruje przede wszystkim ku odrywaniu się od swoich korzeni. Dla Germanów osiągnięcie swojego złotego wieku nie było łatwym zadaniem, ale byli oni zdeterminowani i zahartowani przez ucisk i uciemiężenie. Te właśnie cechy przeciwstawiał Tacyt „delikatności” życia w cywilizowanym świecie. W antyku taka forma „radykalnego prymitywizmu” była postrzegana, jako coś bardzo oczekiwanego albo coś co wymyka się lub koegzystuje z retoryczną opozycją do „skrajnego realizmu”, w wizji utraconego złotego wieku dobrobytu i zbytku. Niemiecki historyk sztuki Erwin Panofsky, wyjaśnia:
Od samego początku klasycznych spekulacji, istniały dwie kontrastujące ze sobą opinie o istocie ludzkiego bytu, co więcej, każda z nich odnosiła się jako ”Gegen= Konstruktion” do warunków, w których została uformowana.  Jedna opinia, określona w oświeconej księdze Lovejoya i Boasa, terminem „lekkiego” prymitywizmu, pojmuje życie prymitywne jako złoty wiek obfitości, niewinności i szczęścia. Z drugiej strony, „skrajna” forma prymitywizmu ujmuje życie prymitywne jako niemal nieludzką egzystencję, pełną okrutnej biedy i pozbawionej wszelkich dóbr.
Legendarna waleczność i odwaga spartan budziła podziw w czasach skrajnego prymitywizmu. W XVIII w. pewien Szkot opisał swoich krajan z górzystych regionów Szkocji północnej, tymi słowami:
Oni przewyższają całkowicie ludzi z nizin we wszystkich ćwiczeniach, które wymagają szybkości; oni są niewiarygodnie umiarkowani i cierpliwi pomimo głodu i wycieńczenia; zahartowani pogodą, tak, iż gdy podróżują, nawet wtedy gdy wzgórza pokryte są śniegiem, nie wyglądają oni za domem, ani za żadnym miejscem gdzie mogliby szukać schronienia, jedynie ich pled, którym są okutani służy im za posłanie pod sklepieniem niebieskim. Taki lud, którego próba jest jak u wojowników, jest ludem niezwyciężonym.

## Reakcja na Hobbesa
Debata wokół „umiarkowanego” a „skrajnego” prymitywizmu zaostrzyła się wraz z publikacją w 1651 w Lewiatanie Hobbesa, sądu na temat monarchii absolutnej. Hobbes twierdził stanowczo, iż życie w stanie natury jest „samotne, biedne, bez słońca, zwierzęce i krótkie” -- „wojna wszystkich przeciw wszystkim”. Odnosząc się do wojen religijnych mających miejsce za jego czasów, jak i w wiekach wcześniejszych, utrzymywał, że absolutna władza królewska była jedyną możliwą alternatywą. W przeciwnym wypadku burzliwość i anarchia wynikająca z wojen domowych byłyby nieuniknione. Skrajny prymitywizm Hobbesa mógł uchodzić za tak wiekowy, jak tradycja prymitywizmu umiarkowanego, jednak jego zastosowanie było czymś nowym. Był wykorzystywany aby podtrzymać stanowisko, iż istota państwa opiera się na umowie społecznej, na podstawie której ludzie dobrowolnie zrzekają się swojej wolności w imię pokoju i bezpieczeństwa, które są warunkowane przez ogólną kapitulację wobec zasad absolutnych. Co ważne, zasady nie są nadane od Boga.
Wizja Hobbesa, dotycząca wrodzonego zdeprawowania ludzi, wywołała gwałtowny sprzeciw wśród tych, którzy byli przeciwni rządom absolutnym. Jego najbardziej wpływowym i efektywnym oponentem w ostatniej dekadzie XVII w. był Shaftesbury. Shaftesbury twierdził, w przeciwieństwie do Hobbesa, że człowiek w stanie natury nie jest ani dobry ani zły, ale posiada zmysł moralny opierający się na uczuciu sympatii i to uczucie jest właśnie głównym źródłem i podwaliną ludzkiej dobroci i życzliwość. Tak samo jak jemu współcześni, Shaftesbury podziwiał prostotę życia klasycznego antyku. Uznaje się go za rzekomego autora stwierdzenia:
Poszukiwanie tej prostoty manier i niewinności zachowań, które często były popularne jedynie wśród dzikusów; zanim zostali zepsuci przez styczność z nami.
 (Advice to an Author, Part III.iii).
Zaprzeczenie przez Shaftesbury’ego wrodzonej ludzkiej nieprawości było kontynuowane przez mu współczesnych, np.: przez popularnego irlandzkiego eseistę Richard Steelea (1672–1729), który przypisał upadek ówczesnych obyczajów złej edukacji.
Tymczasem we Francji ci, którzy dopuszczali się krytyki króla bądź kościoła, mogli być aresztowani bez procesu i bez nadziei na odwołanie. Prymitywizm był używany głównie jako sposób zaprotestowania przeciwko rządom Ludwika XIV i Ludwika XV. W ten sposób, na początku XVIII w. francuski pisarz podróżnik Baron de Lahontan, który nawet żył wśród Indian z plemienia Huron, włożył potencjalnie niebezpieczne, radykalnie deistyczne i egalitarne argumenty w usta kanadyjskiego Indianina, Adario, który najprawdopodobniej był najbardziej frapującym i znaczącym przedstawieniem „dobrego” (albo „szlachetnego”) dzikusa, tak jak rozumiemy to dzisiaj.
Adario śpiewa modlitwę Religii Naturalnej... Jako ten, który jest na przekór społeczeństwu proponuje rodzaj prymitywnego Komunizmu, którego głównymi owocami są Sprawiedliwość i szczęśliwe życie... On patrzy ze współczuciem na biednego cywilizowanego człowieka – bez odwagi, bez siły, niezdolnego do zapewnienia sobie jedzenia i schronienia: degenerat, moralny kretyn, zabawna postać w swoim niebieskim płaszczu, czerwonych pończochach, czarnym kapeluszu, białym pióropuszu i zielonych wstążkach. Nigdy naprawdę nie żył, ponieważ ciągle katuje się życiem poza sobą aby dostąpić bogactw i zaszczytów, które nawet jeżeli uda mu się dosięgnąć to i tak pozostaną tylko błyszczącą iluzją. Dla nauki i sztuki to rodzice korupcji. Dzikus wypełnia wolę Natury, swojej życzliwej matki, dlatego jest szczęśliwy. To cywilizowani ludzie są barbarzyńcami.
Opublikowane w Holandii pisma Lahontana, ze swoim kontrowersyjnym atakiem na przyjętą religię i społeczne obyczaje, były bardzo popularne. Ponad 20 edycji było wydanych między 1703 a 1741 rokiem, łącznie z edycjami: francuską, angielską, holenderską i niemiecką.

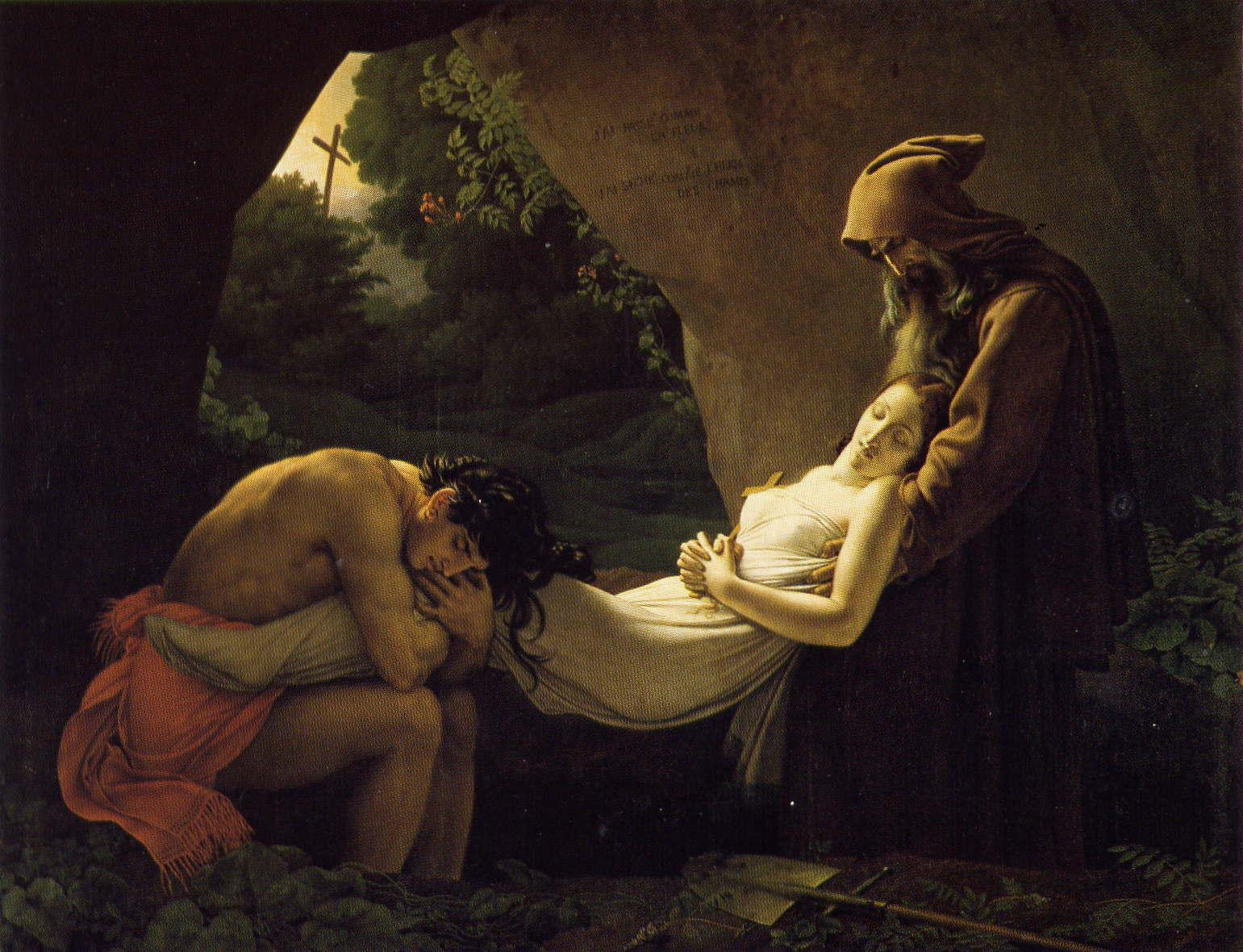
Anne-Louis Girodet de Roussy-Trioson, Pogrzeb Atali, 1808, Luwr.

Pod koniec XVIII w. opublikowane podróże Kapitana Jamesa Cooka i Louisa Antoine’a de Bougainville’a wydawały się otwierać spojrzenie na niezepsutą cywilizację edeńską, która ciągle istnieje na nieschrystianizowanych wyspach Oceanu Spokojnego. Ich popularność była inspiracją dla Supplement to the Voyage of Bougainville (1772) Diderota, zjadliwej krytyki seksualnej hipokryzji i kolonializmu.
Na koniec wieku, Benjamin Franklin w swoim dziele Komentarze rozważań dotyczące Dzikusów z Ameryki Północnej (Remarks Concerning the Savages of North America), naigrawał się z modnej fascynacji dla sentymentalnego prymitywizmu.
Dwie polemiczne francuskie powieści, które zapoczątkowały romantyzm w literaturze, promowały rewolucyjne, liberalne ideały wraz z odrodzeniem religijnego entuzjazmu.  Jedna z nich to Paweł i Wirginia (1787) (Paul and Virginie (ang.)) autorstwa Jacques’a-Henriego Bernardina de Saint-Pierre’a, akcja toczy się w Mauritius, jej tematem jest krytyka niewolnictwa. Druga to Atala (Atala (ang.)) (1807) autorstwa  François-René de Chateaubrianda, w której świątobliwy Nachez, Indianin z Missisipi, jest przedstawiony jako praktykujący oczyszczoną wersję chrześcijaństwa.

## Szlachetny dzikus a poglądy Rousseau
Jean-Jacques Rousseau, podobnie jak Shaftesbury, obstawał przy tym, że człowiek urodził się jako potencjalnie dobry; on również twierdził, że to cywilizacja czyni człowieka złym. Jednakże Rousseau nigdy nie używał terminu „szlachetny dzikus” i nie był prymitywistą.
Pogląd, że Rozprawa o pochodzeniu i podstawach nierówności Rousseau, była istotnie gloryfikacją Stanu Natury i że to ona miała największy  wpływ na promowanie „prymitywizmu”, jest jednym z najbardziej nieustępliwych błędów historii. – Arthur Oncken Lovejoy “The Supposed Primitivism of Rousseau’s Discourse on Inequality” („Rzekomy prymitywizm w rozprawie o pochodzeniu i podstawach nierówności”) (1923)
Rousseau utrzymywał, że w stanie natury ludzie są zasadniczo zwierzętami i tylko poprzez wspólne uczestniczenie w społeczeństwie cywilizowanym i poprzez swoje przywiązanie do panujących w nim praw zyskują swoje człowieczeństwo. Dla Rousseau tylko odpowiednio ukonstytuowane społeczeństwo i zreformowany system edukacji może uczynić człowieka dobrym. Voltaire, który nie wierzył w równość, oskarżył Rousseau o chęć cofnięcia ludzi do momentu raczkowania.
Ponieważ  Jean-Jacques Rousseau był czołowym filozofem radykalnych jakobinów, podczas Rewolucji francuskiej, to przede wszystkim on został oskarżony o promowanie pojęcia „szlachetny dzikus”, szczególnie w polemikach dotyczących imperializmu i czystości rasowej w drugiej połowie XIX w.

## XIX w.: „śmierć” szlachetnego dzikusa
W XIX w. idea, która była charakterystyczna zarówno dla antyku jak i oświecenia, mówiąca, iż ludzie wszędzie i zawsze są tacy sami, została wymieniona na bardziej dynamiczny i ewolucyjny koncept. Prostsze procesy technologiczne sprawiły, że pierwotny człowiek oraz jego sposób życia przejawiał się nie tylko jako gorszy, ale także, z czym zgadzają się również jego obrońcy, jako skazany na zagładę przez nieunikniony postęp społeczny, a także na nieuchronne wymarcie. Sentymentalizm „pierwotny” zakończył odgrywać rolę moralnego wyrzutu w stronę upadku zdegenerowanego Europejczyka, co było zerwaniem z tendencją wieków wcześniejszych. Zamiast tego kwestię tę zamieniono na dyskusję o to, czy upadek powinien być rozważany jako pożądana czy też raczej godna pożałowania ewentualność. Z biegiem lat ludność rdzenna i ich tradycje w znacznej mierze stały się tłem do podkreślenia osiągnięć Europy i ekspansji imperialistycznych Europejczyków, którzy usprawiedliwiali swoje działania opierając się na domniemanej rasowej i kulturowej przewadze.

## Charles Dickens 1851 artykuł pt.: „Szlachetny dzikus” w Household Words
W 1851 roku Charles Dickens napisał zjadliwą i sarkastyczną recenzję w swoim tygodniku  Household Words. W eseju zatytułowanym Szlachetny Dzikus, Dickens, bez ogródek wyraził odrazę do Indian i do ich sposobu życia. Pogarda Dickensa dla tych nienazwanych indywiduów, którzy błędnie wywyższali tak zwanego „szlachetnego dzikusa”, była bezgraniczna. Dickens uważał, że Indianie są brudni, okrutni i bezustannie walczą między sobą. Satyra na tych, którzy odnaleźli powód do podziwu dla amerykańskich Indian lub afrykańskich buszmenów, jest znaczącym punktem zwrotnym w całej historii użycia tej frazy.
Tak jak wszyscy inni, którzy odtąd będą pisać na ten temat, Dickens zapoczątkuje wypieranie wiary w „szlachetnego dzikusa”. :
Od razu przechodząc do rzeczy, pozwalam sobie powiedzieć, że nigdy nie miałem nawet cienia wątpliwości w stosunku do szlachetnego dzikusa. Uważam go za wielką plagę i olbrzymi zabobon. ... Nie ważne jak on mnie nazwie, ja nazywam go po prostu dzikusem. Szlachetny dzikus uznaje króla, który panuje nad nim. Komu on powierza swoje życie i członki bez szemrania i zbędnych pytań(...); ale który po nieustannym zabijaniu, ostatecznie zostaje zabity przez swoich krewnych i przyjaciół, w momencie kiedy pojawiają się u niego siwe włosy. Wszystkie wojny szlachetnego dzikusa z dzikusami – następcami (on nie znajduje przyjemności w niczym innym) są wojnami eksterminacji – i to jest najlepszą rzeczą jaką ja o nim wiem, i najbardziej spokojną dla mojego umysłu kiedy na niego spoglądam. On nie posiada żadnego rodzaju odczuć moralnych; a jego „misja” może być podsumowana jako czysto diaboliczna.
Esej Dickensa był prawdopodobnie postawą męskiego, praktycznego realizmu i obroną Chrześcijaństwa. Na koniec zmienia trochę charakter wypowiedzi i staje się wyraźnie humanitarny, podtrzymując, iż chociaż cnoty dzikusa są mityczne a sposób jego życia, płytki i stracony, zasługuje on ciągle na to aby być traktowanym w taki sam sposób jak ktokolwiek z grona genialnych Anglików czy to Newton czy Shakespeare:
Konkludując, tak jak zacząłem. Moje stanowisko brzmi, jeżeli istnieje cokolwiek czego moglibyśmy się nauczyć od Szlachetnego Dzikusa, jest to, to czego należy unikać. Jego cnota to bajka; jego szczęście to iluzja; jego szlachetność; niedorzeczność. Nie istnieje większe uzasadnienie, aby traktować okrutnie istotę nędzną tak samo jak nie istnieje uzasadnienie, aby być okrutnym w stosunku do WILLIAMA SHAKESPEAREA czy ISAACA NEWTONA (...)

## Tragiczna ekspedycja Franklina – poszukiwania kozła ofiarnego
Chociaż Karol Dickens ośmieszył pozytywne wyobrażenia o rdzennych Amerykanach, tak zwanych „szlachetnych” dzikusach, zrobił on wyjątek (przynajmniej na początku) w przypadku Eskimosów, których nazywał: „kochające dzieci północy”, „zawsze szczęśliwi ze swoim losem,” „nieważne czy są głodni czy syci” i „delikatnie czuli dzicy”, którzy pomimo tendencji do kradzieży, „mają cichy, przyjacielski charakter” („Our Phantom Ship on an Antediluvian Cruise”, Household Words, 16.04.1851 r.). Jednakże zmienił on wkrótce tę nazbyt optymistyczną ocenę, kiedy 23 października 1854 roku, The Times of London, opublikował raport badacza – fizyka Johna Raea, o odkryciu przez Eskimosów szczątków zagubionej ekspedycji Franklina, a wśród nich niezbitych dowodów kanibalizmu wśród członków załogi:
Z okaleczonych ciał i zawartości garnków wyciągamy wnioski, że nasi nieszczęśliwi rodacy zostali doprowadzeni do ostateczności – do kanibalizmu. Tylko w ten sposób byli w stanie przetrwać.
Wdowa po Franklinie oraz jego krewni, jak i cały kraj byli wstrząśnięci do granic możliwości. Nie zaakceptowali oni raportów Johna Raea, które wydawały się podważać myślenie o Franklinie jako o heroicznym białym naukowcu-odkrywcy oraz całym prowadzonym przez niego projekcie brytyjskiego imperium. Zamiast przystać na powyższe, została podważona wiarygodność Eskimosów, którzy dokonali tego makabrycznego odkrycia (związanego z kanibalizmem). Eskimosi zostali nazwani kłamcami. Pracownicy magazynu The Times zostali zobligowani przez opinię publiczną do przeprowadzenia skrupulatniejszego dochodzenia w tej sprawie. Wobec czego w magazynie pojawiło się w niedługim czasie więcej informacji pozwalających na sformułowanie bardziej zadowalających wniosków, które brały pod uwagę zły los jaki spotkał biednego Franklina oraz jego przyjaciół:
Czy historia opowiedziana przez Eskimosów jest prawdziwa? Jak wszyscy dzicy, ci są także kłamcami, i z pewnością nie zawahaliby się oni wydać fałszywego publicznego oświadczenia, które ochroni ich przed zemstą białego człowieka.
Powyższe zostało bardzo entuzjastycznie przyjęte przez Dickensa, który napisał w swoim tygodniku:
Nie jest możliwe formułowanie wniosków na temat zachowania jakiejkolwiek rasy dzikusów, na podstawie ich odmiennego zachowania względem białego człowieka podczas gdy ten drugi jest silny. Pomyłka została popełniona wielokrotnie, chwila z którą biały człowiek pokazał się w nowym świetle jako słabszy od dzikusa sprawiła, że ten drugi zmienił się i zaatakował białego niczym zwierzę. Istnieje wielu obłudnych ludzi, którzy z dziwną niespójnością twierdzą, że każde dziecko urodzone w świecie ukształtowanym przez rozwój cywilizacyjny jest z natury zdeprawowane, podczas gdy każde dziecko zrodzone w naturze tj. w lesie, w dziczy, posiada wrodzoną cnotę. Wierzymy, że każdy dzikus jest w głębi serca zawistny, zdradliwy i okrutny; i musimy się jeszcze nauczyć jaki jest stan wiedzy białego człowieka – zagubionego, bezdomnego, rozbitego, najwyraźniej zapomnianego przez swój gatunek, najzwyczajniej dotkniętego głodem, słabego, przemarzniętego, bezradnego i umierającego – o wrażliwości eskimoskiej natury.
 – „The Lost Arctic Voyagers”, Household Words,  2.12.1854 r.
Dr John Rae odparł zarzuty Dickensa w dwóch artykułach w Household Words: “The Lost Arctic Voyagers”, Household Words, nr 248 (23.12. 1854 r.), i  "Dr. Rae’s Report to the Secretary of the Admiralty", Household Words, nr 249 (30.12. 1854 r.). Dr Rae, który wcześniej żył pośród Inuitów obronił ich nazywając ich „sumiennymi” oraz przedstawiając jako „wyraźny przykład ludzi cywilizowanych”, jednak nie nazywał ich szlachetnymi. Dodatkowo porównując ich z niezdyscyplinowaną załogą ekspedycji Franklina i co więcej niższą klasą Anglii i Szkocji, ukazał dzikie plemię w korzystnym świetle. (W tym miejscu warto zaznaczyć, że sam dr Rae był Szkotem.)
Podejście Raea do Inuitów i jego sprzeciw do uczynienia ich kozłem ofiarnym w aferze Franklina, niewątpliwie zaszkodziło jego karierze. Prowadzona przez wdowę po zmarłym Franklinie kampania, mająca na celu gloryfikacje jego wyprawy, wspomagana i podżegana przez Dickensa, spowodowała odrzucenie Raea przez brytyjski establishment. Chociaż to nie Franklin, ale Rae w 1848 odkrył ostatni odcinek znaczącego Przejścia Północno – Zachodniego, Rae nigdy nie został wyróżniony tytułem szlacheckim i umarł w nędzy w Londynie. (Gdzie rówieśnik Raea, pochodzący także ze Szkocji, odkrywca David Livingstone został wyróżniony i pochowany ze wszystkimi honorami w opactwie Westminister). Jednakże współcześni historycy potwierdzili znalezisko Raea w Przejściu Północno – Zachodnim, a wraz z nim wiarygodność jego raportu na temat kanibalizmu pośród załogi Franklina. Kanadyjski autor Ken McGoogan, badacz Arktyki, stwierdza, że chęć Raea do uczenia się i zaadaptowania zwyczajów rdzennych ludzi żyjących w Arktyce uczyniła go czołowym badaczem na miarę swoich czasów i pozwoliła na podróże oraz przetrwanie w terenach o surowym zimnym klimacie. Szacunek Raea dla zwyczajów, tradycji i umiejętności był zupełnym przeciwieństwem do szerzącego się w dziewiętnastowiecznej Europie przekonania, że ludność rdzenna nie posiada żadnej technicznej wiedzy ani informacji, które mogłaby przekazać. Rasizm Dickensa, który podzielany był przez wielu Anglików tamtych czasów, znacznie się nasilił po powstaniu Sipajów z 1857 roku w Indiach.